# NGC 6920
NGC 6920 é uma galáxia lenticular (S0) localizada na direcção da constelação de Octans. Possui uma declinação de -80° 00' 01" e uma ascensão recta de 20 horas, 43 minutos e 57,1 segundos.
A galáxia NGC 6920 foi descoberta em 21 de Julho de 1835 por John Herschel.